# 阿壩紅軍長征遺跡
阿壩紅軍長征遺跡位於四川省小金縣、黑水縣、松潘縣、若爾蓋縣、茂縣、紅原縣，文物年代為1935年。2006年5月25日列為第六批全國重點文物保護單位。包括：
- 红一、四方面军会师遗址（小金縣）
  - 天主教堂
  - 達維會師橋
- 兩河口會議會址（小金縣）
- 蘆花會議會址（黑水縣）
- 沙窝会议会址（松潘县）
- 毛爾蓋會議會址（松潘縣）
- 红军长征纪念碑总碑（松潘县）
- 包座戰役遺址（若爾蓋縣）
- 巴西會議會址（若爾蓋縣）
- 三元桥（茂縣）
- 亚口夏山红军烈士墓（紅原縣）